# Fitch Ratings
Fitch Ratings Inc. este o agenție de evaluare de credite americană credit rating agency și este una din cele "trei mari agenții de evaluare a creditului", cu celelalte două fiind Moody's și Standard & Poor's. Este una dintre cele trei organizații de evaluare statistică recunoscute la nivel național (NRSRO) desemnate de Comisia pentru Bursă și Valori Mobiliare a SUA în 1975.